# Knight Monsters de Tahoe
Les Knight Monsters de Tahoe sont une franchise professionnelle de hockey sur glace basée à Stateline dans le Nevada. L'équipe évolue dans l'ECHL.

## Historique
Le 10 juillet 2023, l'ECHL annonce l'arrivée d'une équipe expansion dans la région du lac Tahoe qui commencera lors de la saison 2024-2025. David Hodges est le propriétaire majoritaire de l'équipe alors que Tim Tebow, Demi-Leigh Tebow, Chip Gaines et Joanna Gaines ont des parts minoritaires.
Le club joue dans le nouvellement construit Tahoe Blue Event Center à Stateline au Nevada à proximité de South Lake Tahoe en Californie.
Le 30 novembre 2023, l'équipe révèle le nom et le logo représentant Tessie, une créature fictive vivant dans le lac Tahoe.
Le 16 juillet 2024, les Knight Monsters annoncent une entente d'affiliation de plusieurs saisons avec les Golden Knights de Vegas dans la Ligue nationale de hockey ainsi qu'avec les Silver Knights de Henderson dans la Ligue américaine de hockey.

## Statistiques
| No | Saison    | PJ | V  | D  | N | DP | DTB | BP  | BC  | Pts | Classement                  | Séries éliminatoires      | Entraîneur |
| -- | --------- | -- | -- | -- | - | -- | --- | --- | --- | --- | --------------------------- | ------------------------- | ---------- |
| 1  | 2024-2025 | 72 | 41 | 25 | 0 | 4  | 2   | 255 | 228 | 88  | 3e place, division Montagne | 4-0 Thunder 0-4 Mavericks | Alex Loh   |

## Joueurs

### Capitaines
- depuis 2024 : Luke Adam[6]

### Meilleurs pointeurs
Cette section présente les statistiques des cinq meilleurs pointeurs de l’histoire des Mavericks. Les points comptabilisés ne concernent que ceux inscrits sous le maillot de Tahoe.
| Joueur        | PJ | B  | A  | Pts |
| ------------- | -- | -- | -- | --- |
| Sloan Stanick | 70 | 29 | 50 | 79  |
| Simon Pinard  | 63 | 33 | 31 | 64  |
| Bear Hughes   | 62 | 21 | 32 | 53  |
| Logan Nelson  | 66 | 18 | 34 | 52  |
| Jake McGrew   | 70 | 19 | 23 | 42  |

## Dirigeants

### Entraîneurs-chef
| No | Nom      | Engagement  | Départ | Saison régulière | Saison régulière | Saison régulière | Saison régulière | Saison régulière | Séries éliminatoires | Séries éliminatoires | Séries éliminatoires | Séries éliminatoires | Remarques |
| No | Nom      | Engagement  | Départ | PJ               | V                | D                | DP               | % V              | PJ                   | V                    | D                    | % V                  | Remarques |
| -- | -------- | ----------- | ------ | ---------------- | ---------------- | ---------------- | ---------------- | ---------------- | -------------------- | -------------------- | -------------------- | -------------------- | --------- |
| 1  | Alex Loh | 29 mai 2024 |        | 72               | 41               | 25               | 6                | 56,9             | 8                    | 4                    | 4                    | 50,0                 |           |

## Équipes affiliées
Les Knight Monsters, comme les autres équipes de la ECHL, peuvent être affiliées à des équipes de la Ligue nationale de hockey et de la Ligue américaine de hockey, les Mavericks servant de club-école pour les deux autres organisations.
- depuis 2024: Golden Knights de Vegas (LNH) et Silver Knights de Henderson (LAH)